# Station El Prat de Llobregat
El Prat de Llobregat is een spoorwegstation in de Spaanse regio Catalonië dat op 29 december 1881 werd geopend. 

## Geschiedenis
Het station werd gebouwd door de Compañía del Ferrocarril de Valls a Vilanova y Barcelona en tegelijk met haar deeltraject Barcelona-Villanueva y Geltrú geopend op 29 december 1881. De spoorwegmaaatschappij veranderde in 1881 haar naam in Ferrocarriles Directos de Madrid y Zaragoza a Barcelona om de plannen voor het verlengen van de lijn richting Madrid tot uitdrukking te brengen. Deze plannen werden niet uitgevoerd aangezien het bedrijf in 1886 opging in de Compañía de los ferrocarriles de Tarragona a Barcelona y Francia (TBF). In 1898 stemde TBF in met een fusie met de machtige spoorwegmaatschappij Compañía de los ferrocarriles de Madrid a Zaragoza y a Alicante (MZA). Deze fusie bleef bestaan tot 1941, het jaar waarin het spoorwegnet in Spanje werd genationaliseerd. Daarbij verdwenen alle bestaande particuliere spoorwegmaatschappijen en werd Renfe opgericht. In 1952 werden Spanje en Portugal het eens over de Iberische spoorwijdte van 1668 mm die vervolgens werd doorgevoerd op het hoofdnet. 

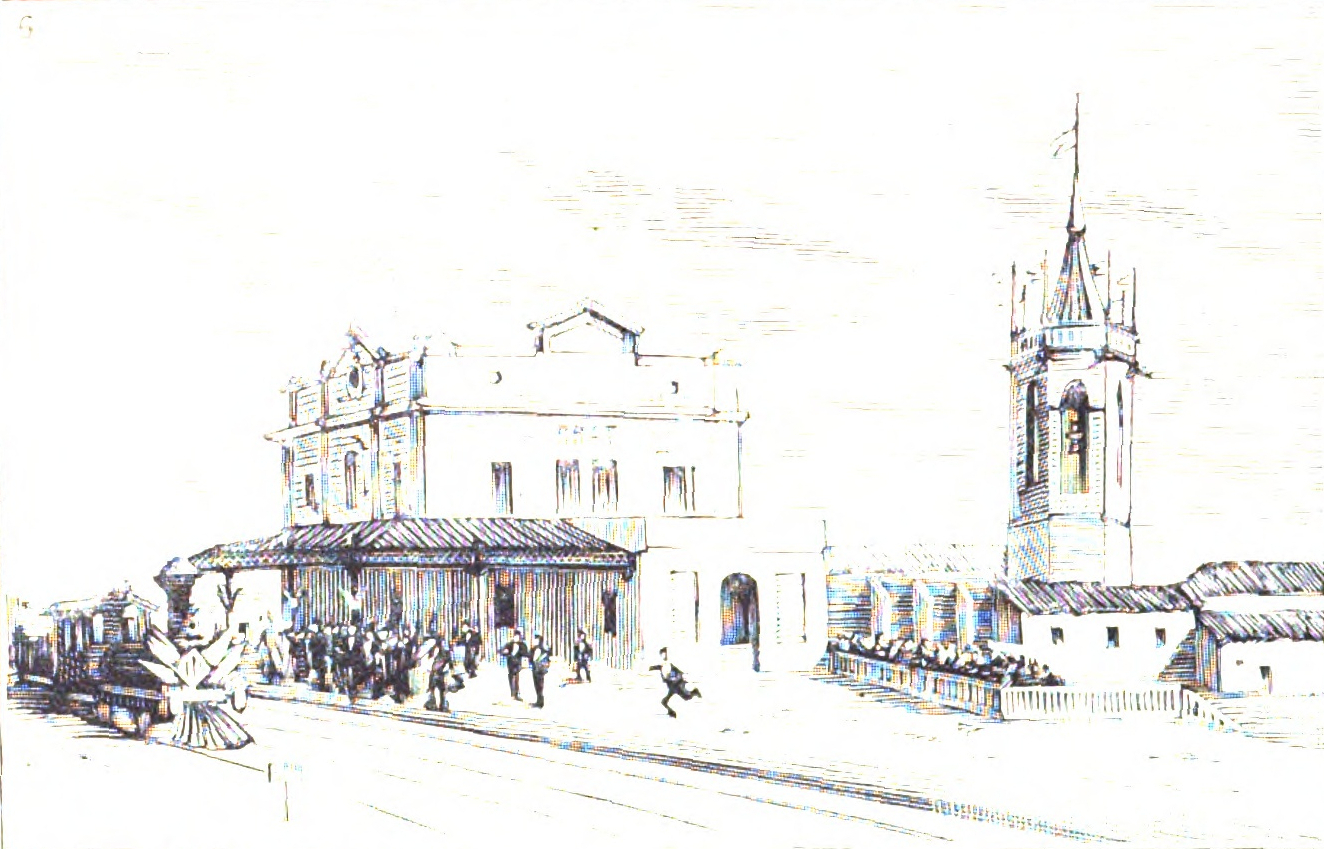
Het station bij de opening van de lijn
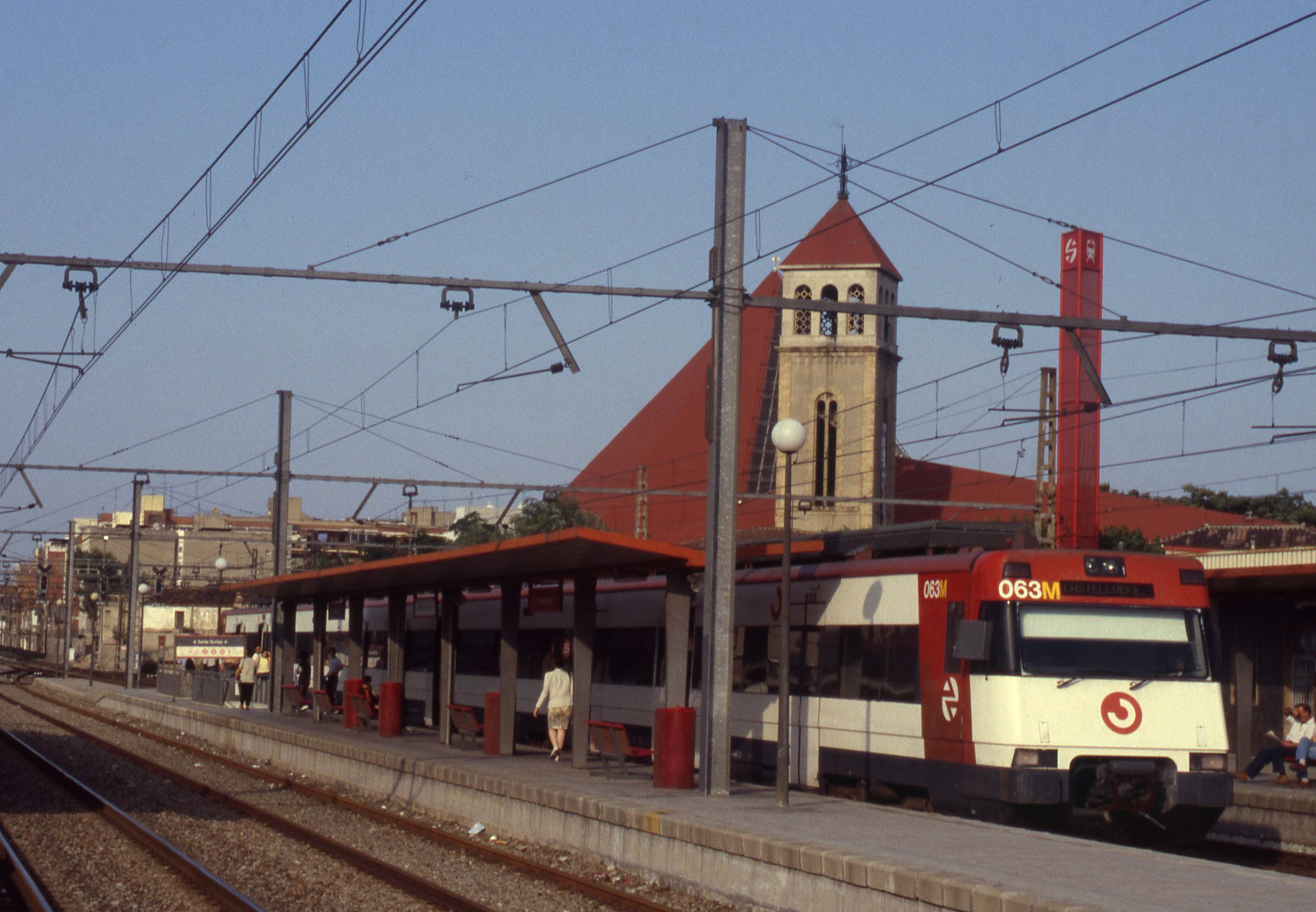
Het station in juni 1999 nog bovengronds

Op 4 april 2006 werd het bovengrondse stationsgebouw vervangen door een tijdelijk gebouw terwijl er werd gewerkt aan het nieuwe ondergrondse station, dat op 24 maart 2007 in gebruik werd genomen. Op 12 februari 2016 werd haaks op de spoorlijn het metrostation El Prat Estació in gebruik genomen. Zodoende kan een groot OV-knooppunt waar hogesnelheids-, middellange-afstands- en lokaal verkeer, verschillende metro- en buslijnen samenkomen worden gerealiseerd.

## Ligging en inrichting
Het station ligt ondergronds in de gemeente El Prat de Llobregat aan de volgende spoorlijnen;
| Spoorlijn                                  | Spoorwijdte         | Kilometerpaal |
| ------------------------------------------ | ------------------- | ------------- |
| Spoorlijn Madrid - Barcelona               | Iberisch breedspoor | 670 km        |
| Spoorlijn Barcelona – Luchthaven El Prat   | Iberisch breedspoor | 6,7 km        |
| Hogesnelheidslijn Madrid - Barcelona (HSL) | Normaalspoor        | 612,9 km      |

Het station kent vier sporen met Iberisch breedspoor die langs twee eilandperrons liggen en vier sporen met normaalspoor waarvan de buitenste langs en zijperron liggen en de binnenste twee, zonder perrons, worden gebruikt door hogesnelheidstreinen die niet stoppen in El Prat de Llobregat.
Hoewel het de bedoeling was om luchtreizigers hier te laten overstappen op/van de HSL wordt het station anno 2025 niet bediend door hogesnelheidsdiensten. 

## Reizigersdienst
Het station biedt verbindingen over middellange afstanden. Het wordt tevens bediend door lijn 2 van de Rodalies Barcelona, zowel de stamlijn als de noordelijke en zuidelijk vertakkingen. Daarnaast is er via metrostation El Prat Estació ook een aansluiting op metrolijn 9 van Barcelona.

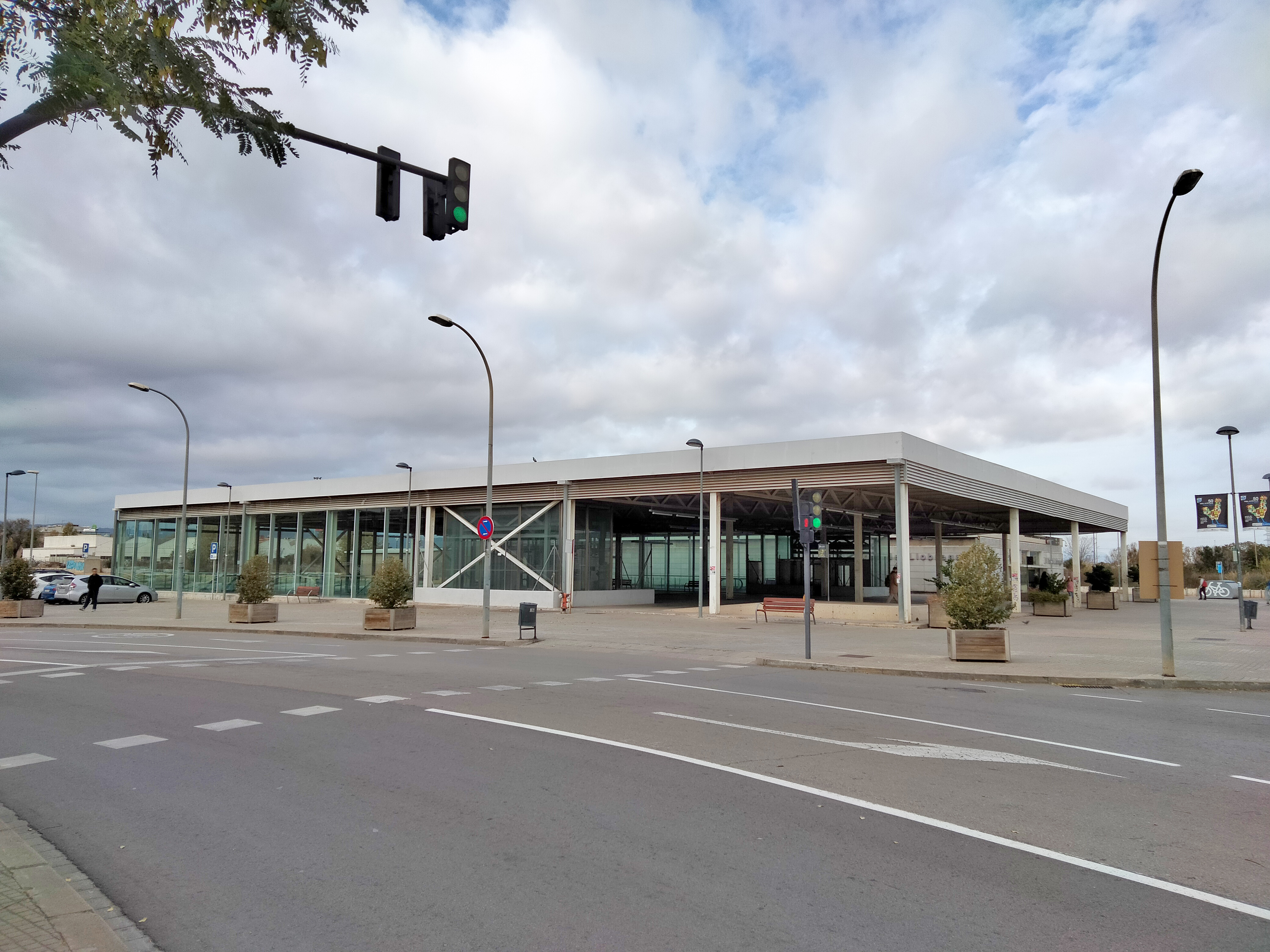
Het stationsgebouw uit 2007
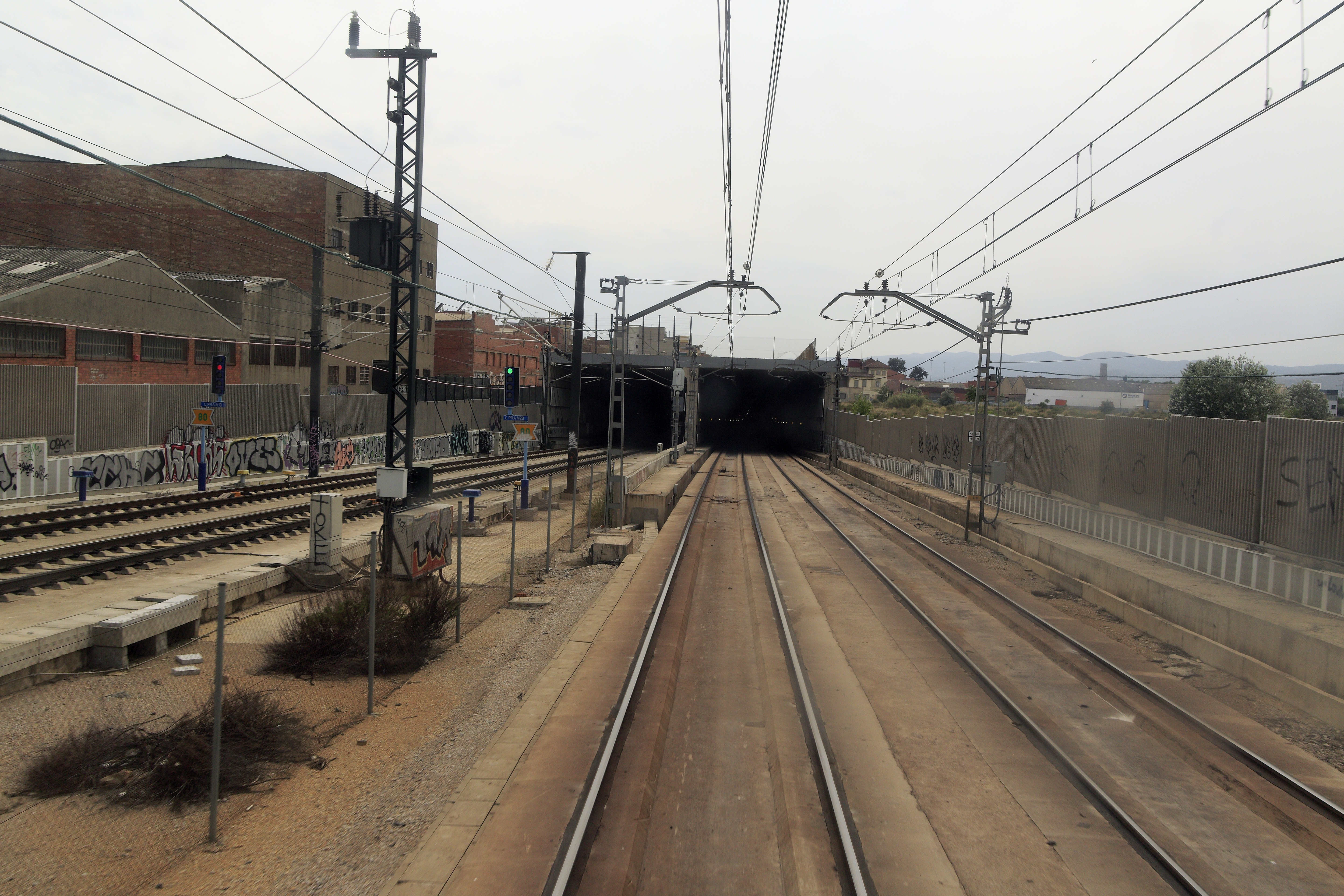
HSL links en breedspoor rechts op de oostelijke toerit van het station